# Malá Morava
Malá Morava (in tedesco Klein Mohrau) è un comune della Repubblica Ceca facente parte del distretto di Šumperk, nella regione di Olomouc.